# Neolophonotus costatus
Neolophonotus costatus är en tvåvingeart som beskrevs av Jason Gilbert Hayden Londt 1988. Neolophonotus costatus ingår i släktet Neolophonotus och familjen rovflugor.
Artens utbredningsområde är Kenya. Inga underarter finns listade i Catalogue of Life.